# لامين بن عزيزة
لامين بن عزيزة (مواليد 10 نوفمبر 1952) هو لاعب كرة قدم. يلعب مع منتخب تونس لكرة القدم. سبق له أن لعب في كأس العالم لكرة القدم مع منتخب بلاده.

## روابط خارجية
- لامين بن عزيزة على موقع الاتحاد الدولي (مؤرشف)  (الإنجليزية)
- لامين بن عزيزة على موقع ناشيونال فوتبول تيمز (الإنجليزية)
- لامين بن عزيزة على موقع عالم كرة القدم.نت (الإنجليزية)